# Anthony Hudson
Anthony Patrick Hudson (Seattle, Estados Unidos, 11 de marzo de 1981) es un entrenador de fútbol estadounidense nacionalizado británico. Actualmente está sin club.
Hudson se convirtió en uno de los entrenadores más jóvenes en ganar la UEFA Pro Licence, el premio de entrenador más importante en el fútbol, en 2012. Además, ha dirigido dos equipos internacionales y ganó dos torneos internacionales, clasificándose para la Copa Asiática 2015 y la Copa FIFA Confederaciones 2017 en el proceso. Hudson también se convirtió en el entrenador más joven en dirigir un equipo en la historia de la Copa FIFA Confederaciones.

## Carrera

### Futbolista
Se inició como jugador en las divisiones inferiores del West Ham United. En el 2000 fue dado a préstamo al Luton Town, donde tuvo su debut profesional. Entre 2001 y 2002 jugó para el NEC Nijmegen neerlandés antes de abandonar su carrera. En el 2006 volvió a convertirse en jugador al firmar con el Wilmington Hammerheads de los Estados Unidos. En 2008 dejó definitivamente la práctica del deporte.

### Entrenador
En 2008 fue contratado por el Real Maryland, convirtiéndose en el entrenador más joven en los Estados Unidos. Logró en 2009 ser nominado al premio del director técnico del año. 
Hudson regresó a Inglaterra para dirigir al equipo Sub-21 del Tottenham Hotspur en 2010. En 2011 se hizo cargo del Newport County, club de Gales que participa en la sistema de ligas ingleses, aunque luego de una serie de malos resultados, en 2012 tomó la selección de Baréin sub-23. Tras ganar la Copa de las Naciones del Golfo Sub-23 en 2013, la Federación de Fútbol de Baréin a contratarlo para la selección mayor, a la que clasificó a la Copa Asiática 2015. En 2014 fue escogido de un grupo de 100 entrenadores para hacerse cargo del seleccionado de Nueva Zelanda. Llevó al equipo a consagrarse campeón de la Copa de las Naciones de la OFC 2016. En 2017, luego de perder la repesca ante Perú por un lugar en la Copa Mundial de 2018, dejó el cargo para ser contratado por el Colorado Rapids de la Major League Soccer.
El 4 de enero de 2023, Hudson fue nombrado entrenador interino de la selección de Estados Unidos, luego de la expiración del contrato del entrenador anterior Gregg Berhalter. En un comunicado de prensa, la federación anunció que Hudson sería responsable de seleccionar y administrar la lista para el campamento de enero de 2023 y los amistosos asociados contra la Serbia y la Colombia. Finalmente, renunció a su puesto el 30 de mayo de 2023 y dejó la selección para aprovechar una nueva oportunidad no revelada.
El 6 de junio del 2023, fue confirmado como nuevo entrenador del Al-Markhiya y firmó un contrato por dos temporadas. En octubre de 2023, es relevado de sus funciones como técnico.En septiembre de 2024, asumió al frente del Al-Arabi.El 11 de diciembre, su contrato fue rescindido de mutuo acuerdo con la directiva catarí.
En febrero de 2025, quedó a cargo del BG Pathum United. Sin embargo, dos meses más tarde, fue despedido de su cargo.

## Clubes

### Como jugador
| Club                   | País           | Año         |
| ---------------------- | -------------- | ----------- |
| Luton Town             | Inglaterra     | 2000        |
| NEC Nijmegen           | Países Bajos   | 2001 - 2002 |
| Wilmington Hammerheads | Estados Unidos | 2006 - 2008 |

### Como entrenador
| Club                     | País           | Año         |
| ------------------------ | -------------- | ----------- |
| Real Maryland            | Estados Unidos | 2008 - 2010 |
| Tottenham Hotspur Sub-21 | Inglaterra     | 2010 - 2011 |
| Newport County           | Gales          | 2011        |
| Selección sub-23         | Baréin         | 2012 - 2013 |
| Selección nacional       | Baréin         | 2013-2014   |
| Selección nacional       | Nueva Zelanda  | 2014-2017   |
| Selección sub-23         | Nueva Zelanda  | 2015-2017   |
| Colorado Rapids          | Estados Unidos | 2017-2019   |
| Selección sub-20         | Estados Unidos | 2020-2021   |
| Selección nacional       | Estados Unidos | 2023        |
| Al-Markhiya              | Catar          | 2023        |
| Al-Arabi                 | Catar          | 2024        |
| BG Pathum United         | Tailandia      | 2025        |

## Palmarés

### Como entrenador

#### Campeonatos internacionales
| Título                | Equipo             | Sede               | Año  |
| --------------------- | ------------------ | ------------------ | ---- |
| Copa del Golfo Sub-23 | Selección sub-23   | Baréin             | 2013 |
| Copa de las Naciones  | Selección Absoluta | Papúa Nueva Guinea | 2016 |